# George Averoff
George M. Averoff (1815-1899) var en græsk forretningsmand og filantrop. Forud for Sommer-OL 1896 betalte han for genopførelsen af Panathinaiko Stadion, der stod færdigt i 1895. I dag står der en statue af ham foran stadionet. 